# Hyleorus furcatus
Hyleorus furcatus là một loài ruồi trong họ Tachinidae.